# Ambassade de France au Paraguay
L'ambassade de France au Paraguay est la représentation diplomatique de la République française auprès de la république du Paraguay. Elle est située à Asuncion, la capitale du pays, et son ambassadeur est, depuis 2022, Pierre-Christian Soccoja.

## Ambassade
L'ambassade est située à Asuncion. Elle accueille aussi une section consulaire.

## Histoire
Le terrain sur lequel se trouve l'actuelle ambassade de France a été acquis à la fin du XIXe siècle par William Stewart (1830–1916), le médecin anglais personnel de plusieurs présidents de la République paraguayens, qui avait profité des guerres pour détourner des sommes importantes. L'édifice principal, la Villa las Golondrinas (Les hirondelles), fut construit en 1890 entre l'avenue España, l'avenue Perú et la rue de Salazar et devint au siècle suivant un Collège français pour jeunes filles de bonne famille. En 1925, la propriété fut achetée par un Espagnol, Pedro Marés Inglés. 
L'ambassadeur Emmanuel Cocher (d) est décédé en fonction le 6 mai 2022.

## Ambassadeurs de France au Paraguay
| De   | À    | Ambassadeur                                        |
| ---- | ---- | -------------------------------------------------- |
| 1854 | 1858 | Alfred de Brayer                                   |
| 1858 | 1861 | Alfred de Bossard                                  |
| 1861 | 1863 | Paul-Gustave Isarié                                |
| 1863 | 1867 | Laurent Cochelet                                   |
| 1867 | 1871 | Paul de Euberville                                 |
| 1871 | 1876 | Paul de Abzac                                      |
| 1876 | 1907 | Jules Ducros-Aubert                                |
| 1907 | 1908 | Maurice Soufflot de Magny                          |
| 1908 | 1910 | Auguste Fabre                                      |
| 1910 | 1916 | Joseph Belin                                       |
| 1916 | 1919 | Jean-Louis-Aimable Loiseleur des Longcamps-Deville |
| 1919 | 1920 | Maurice Fouchet                                    |
| 1920 | 1921 | Léonce Boudet                                      |
| 1921 | 1924 | Jean-Roger Clausse                                 |
| 1924 | 1928 | Jean-Baptiste Georges Picot                        |
| 1928 | 1935 | Louis-Georges-Raoul Clinchant                      |
| 1935 | 1937 | Gaston Jessé-Curély                                |
| 1937 | 1942 | Maurice-Charles Pierrotet                          |
| 1942 | 1946 | Emmanuel Lancial                                   |
| 1946 | 1952 | Marcel Teissier                                    |
| 1952 | 1953 | Marc Milon de Peillon                              |
| 1953 | 1957 | Maurice Chayet                                     |
| 1957 | 1959 | Bertrand Rochereau de La Sablière (de)             |
| 1959 | 1962 | Pierre Négrier                                     |
| 1962 | 1965 | Michel Louet                                       |
| 1965 | 1970 | Christian de Nicolaÿ                               |
| 1970 | 1973 | Guy de Lestrange                                   |
| 1973 | 1977 | Laurent Giovangrandi                               |
| 1977 | 1980 | Léon Bouvier                                       |
| 1980 | 1983 | René Bucco-Riboulat                                |
| 1983 | 1987 | Jean-François Nodinot                              |
| 1987 | 1990 | Gérard Serre                                       |
| 1990 | 1993 | Robert Rigouzzo                                    |
| 1993 | 1994 | Alain Le Gourriérec (tr)                           |
| 1994 | 2000 | Richard Narich                                     |
| 2000 | 2004 | Jean-Pierre Lafosse                                |
| 2004 | 2007 | Denis Vène                                         |
| 2007 | 2011 | Gilles Bienvenu                                    |
| 2011 | 2014 | Olivier Poupard                                    |
| 2014 | 2017 | Jean-Christophe Potton                             |
| 2017 | 2020 | Sophie Aubert                                      |
| 2020 | 2022 | Emmanuel Cocher (d)                                |
| 2022 | auj. | Pierre-Christian Soccoja                           |

## Relations diplomatiques
Les relations diplomatiques entre la France et le Paraguay ont été presque inexistantes durant la dictature du général Stroessner de 1954 à 1989. Seul le général de Gaulle, à l'occasion de sa tournée en Amérique du Sud en 1964, a effectué une courte visite dans le pays. Vers la fin des années 1970 et jusqu'au milieu des années 80, d'importants contrats d'équipement (barrage, hôpital général) ont été conclus avec des sociétés françaises, dont Dumez. Les équipes de coopérants ont alors été renforcées, et l'ambassade de France s'est montrée plus présente que, disons, celle d'Angleterre. Les relations ont cependant repris peu à peu après la chute de la dictature, en particulier à partir de la visite du président Wasmosy en France en 1994.

## Consulats
La section consulaire d'Asuncion a été transfèrée à Buenos Aires.
Il existe un consul honoraire basé à Ciudad del Este.

### Communauté française
Le nombre de Français établis au Paraguay est estimé à 1 700, essentiellement dans la métropole d'Assomption, une centaine résidant à Ciudad del Este. Au 31 décembre 2016, 1 319 sont inscrits sur les registres consulaires au Paraguay.
| 2001 | 2002  | 2003 | 2004  |
| ---- | ----- | ---- | ----- |
| 983  | 1 007 | 994  | 1 066 |

| 2005  | 2006  | 2007  | 2008  |
| ----- | ----- | ----- | ----- |
| 1 114 | 1 207 | 1 262 | 1 285 |

| 2009  | 2010  | 2011  | 2012  |
| ----- | ----- | ----- | ----- |
| 1 343 | 1 365 | 1 395 | 1 435 |

| 2013  | 2014  | 2015  | 2016  |
| ----- | ----- | ----- | ----- |
| 1 494 | 1 497 | 1 529 | 1 319 |

### Circonscriptions électorales
Depuis la loi du 22 juillet 2013 réformant la représentation des Français établis hors de France avec la mise en place de conseils consulaires au sein des missions diplomatiques, les ressortissants français du Paraguay élisent pour six ans un conseiller consulaire. Ce dernier a trois rôles :
1. il est un élu de proximité pour les Français de l'étranger ;
2. il appartient à l'une des quinze circonscriptions qui élisent en leur sein les membres de l'Assemblée des Français de l'étranger ;
3. il intègre le collège électoral qui élit les sénateurs représentant les Français établis hors de France.

Pour l'élection à l'Assemblée des Français de l'étranger, le Paraguay appartenait jusqu'en 2014 à la circonscription électorale de Buenos Aires comprenant aussi l'Argentine, le Chili et l'Uruguay, et désignant trois sièges. Le Paraguay appartient désormais à la circonscription électorale « Amérique Latine et Caraïbes » dont le chef-lieu est São Paulo et qui désigne sept de ses 49 conseillers consulaires pour siéger parmi les 90 membres de l'Assemblée des Français de l'étranger.
Pour l'élection des députés des Français de l’étranger, le Paraguay dépend de la 2e circonscription.